# Associação Desportiva Sanjoanense
 (octobre 2019).
Si vous disposez d'ouvrages ou d'articles de référence ou si vous connaissez des sites web de qualité traitant du thème abordé ici, merci de compléter l'article en donnant les références utiles à sa vérifiabilité et en les liant à la section « Notes et références ».
Maillots
L'AD Sanjoanense est un club de football portugais basé à São João da Madeira dans le nord du Portugal.

## Historique
Le club passe 4 saisons en Liga Sagres (1re division).
Il obtient son meilleur résultat en D1 lors de la saison 1967-1968, où il se classe 10e du championnat, avec 7 victoires, 7 matchs nuls et 12 défaites.
La même saison, le club atteint les huitièmes de finale de la Coupe du Portugal, ce qui constitue encore, à ce jour, la meilleure performance du club dans cette compétition.
La dernière présence en 1re division de l'Associação Desportiva Sanjoanense remonte à la saison 1968-1969.
L'Associação Desportiva Sanjoanense évolue pour la dernière fois en D2 lors de la saison 1984-1985.

## Entraîneurs du club
- 1990-1991 :  Henrique Nunes
- 1995-1996 :  António Sousa
- 2001-2002 :  Henrique Nunes
- janvier-juin 2008 :  José Viterbo
- 2017 :  Fernando Pereira
- ---- :  Nuno Joaquim Almeida Silva Costa